# Grote Midden-Amerikaanse modderschildpad
De grote Midden-Amerikaanse modderschildpad (Staurotypus triporcatus) is een schildpad uit de familie modder- en muskusschildpadden (Kinosternidae).
De soort werd voor het eerst wetenschappelijk beschreven door Arend Friedrich August Wiegmann in 1828. Oorspronkelijk werd de wetenschappelijke naam Terrapene triporcata gebruikt.

## Verspreiding en habitat
De schildpad komt voor in delen van Midden-Amerika in de landen Belize, Guatemala, Honduras en zuidelijk Mexico. Het is een bewoner van langzaam stromende wateren zoals meren en de mondingen van grote rivieren. De schildpad leeft in laaggelegen gebieden tot ongeveer 300 meter boven zeeniveau.

## Uiterlijke kenmerken
De schildpad bereikt een carapaxlengte tot 37,9 centimeter, maar de meeste exemplaren blijven kleiner. Het schild draagt drie duidelijke lengtekielen die langer zijn in vergelijking met andere soorten die drie kielen dragen. Het rugschild is bruin met gele naden tussen de hoornschilden. De schildpad heeft een relatief grote kop, de kop draagt twee baarddraden aan de kin. De kleur van de huid van de poten en de staart is grijsbruin.